# 名探偵コナン 11人目のストライカー
『名探偵コナン 11人目のストライカー』（めいたんていコナン じゅういちにんめのストライカー） は、2012年4月14日公開の日本のアニメ映画で、劇場版『名探偵コナン』シリーズの16作目。上映時間は110分。興行収入は32億9000万円。キャッチコピー「オマエら、ちゃんとついて来るんだぞ！」 「フィールド震撼！その謎にニッポンが熱くなる！」。小学館創業90周年記念作品。

## 概要
前作『沈黙の15分』に引き続き、総監督・山本泰一郎と、監督・静野孔文による監督二人体制の作品となっている。脚本も前作から引き続き古内一成が担当している。
本作からアニメーション制作会社の名義が「東京ムービー」から「TMS/V1 Studio」に変更され、プロデューサーが吉岡昌仁から浅井認・石山桂一に交代し、既存の読売テレビの諏訪道彦を含め劇場版では初のプロデューサー3人体制となった。また、製作委員会のメンバーのクレジットが上映終了時からエンディング冒頭に移動し、上映終了時のクレジットが著作権表示のみとなったのも本作からである。オープニングでは、スタッフクレジットのバックにもレンガが追加された。
本作は、Jリーグ20周年記念プロジェクトとのコラボレーション作品でもあるため、それを記念して本編に現役のプロサッカー選手が本人役で登場しており、三浦知良（横浜FC）・遠藤保仁（ガンバ大阪）・楢﨑正剛（名古屋グランパス）・中村憲剛（川崎フロンターレ）・今野泰幸（ガンバ大阪）の5人がコナン達と共演を果たした。その他、Jリーグ特命PR部女子マネージャーの女優・足立梨花も同じく本人役、Jリーグメディアプロモーション経営戦略本部放送業務支援部の岩貞和明が特別出演し、夢のコラボレーションが実現することになった。また、2011年シーズン・2012年シーズンの両シーズンで、Jリーグ ディビジョン1 (J1) に所属していた、15クラブのチーム・所属選手も登場している。
ゲスト声優として、タレントの桐谷美玲が容疑者の一人・香田薫役で出演している。また、『沈黙の15分』に続いてアナウンサーの宮根誠司が、自身が司会を担当する『情報ライブ ミヤネ屋』のキャスター役として、アシスタントの川田裕美（映画公開当時・読売テレビアナウンサー）と共に本人役で登場した。
TVシリーズのキャラクターからは、榎本梓と沖野ヨーコ、プロサッカー選手の赤木英雄、上村直樹、比護隆佑が劇場版に初めて登場した（沖野ヨーコと上村直樹はセリフなし）。なお、比護隆佑に台詞が与えられるのは、原作・TVアニメを含めても本作が初である。また、2018年10月17日に辻谷耕史が急死したため、辻谷が演じる赤木英雄は劇場版において本作が唯一となった。本作オリジナルキャラクターとして初登場した真田貴大は、後に原作にも逆輸入された。山村ミサオは、第13作『漆黒の追跡者』以来3年ぶりの再登場を果たした。
前々作『天空の難破船』と同様、回想を含めて殺人事件が発生しておらず、第1作『時計じかけの摩天楼』ぶりに「仕掛けられた爆弾の捜索・解除、及び犯人の特定」が物語の主軸になった。また、映画のタイトルが登場人物の台詞から採られる例は、第3作『世紀末の魔術師』以来13年ぶり2作目となる。
本編前半と公式サイトでは、コナンたちが応援するサッカーチーム「東京スピリッツ」の対戦相手は実在のチームである「ガンバ大阪」になっている（本編後半と特報は「ビッグ大阪」）。そのため、作中のJ1は実在の18チームに『名探偵コナン』オリジナルの「東京スピリッツ」・「ビッグ大阪」の2チームを加えた、全20チームで構成されている。そのため劇中では、映画が公開される4ヶ月前と同じく、柏レイソルがJ1を制覇している。これにより『沈黙の15分』に続き、本編の季節は秋から冬になっている（柏のJ1制覇は、2011年12月3日のため）と共に、『コナン』の劇場版シリーズで時事ネタを取り入れた数少ない作品になっている。
旧・国立競技場で開催された、FUJI XEROX SUPER CUP 2012の指定席が「名探偵コナンシート」として特別に設けられ、収録された試合中の歓声が本編で使用されている。
公開月の2012年4月7日と4月14日のテレビアニメでは、今作の題材である『サッカー』にちなみ「迷宮のフーリガン（前編・後編）」がデジタルリマスターで放送された。以後、公開直前に映画の内容に纏わるエピソードのリマスター放送が毎年行われるようになる。
小説版は小学館ジュニア文庫から2012年4月12日に発売された。コナン映画の文庫版化は本作が初となる。
2012年4月には本作の公開を記念した特別番組「容疑者・桐谷美玲の謎に迫る！」が各局で随時放送された。
エピローグ後の次回作予告では、海を背景に、次回作の制作および公開が告知された後、大きな船が画面に登場した。後に次回作は海上自衛隊のイージス艦を舞台とした『絶海の探偵』だと発表された。

### 終映後
2014年6月14日には2014 FIFAワールドカップ開催を記念し、本作の後日談となるTVシリーズ第742話「Jリーガーとの約束」が放送され、香田薫が再登場した。また、ゲストとして浦和レッズから槙野智章が本人役で登場している。槙野は幼少時からの『コナン』ファンであり、本作の出演者候補に挙がっていたが、当時は都合がつかずに出演できなかったため、後日談でようやく実現することとなった。
2018年7月14日にはJリーグ開幕25周年を記念したコラボレーション企画としてTVシリーズ第907話「Jリーグの用心棒」が放送され、遠藤が「東京スピリッツ」の対戦相手「ガンバ大阪」の選手として、本作に続いて2度目のゲスト出演を果たした。
2023年5月13日にはJリーグ開幕30周年を記念したコラボレーション企画としてTVシリーズ第1083話「Jリーグの舞台裏」が放送された。同作ではFC東京の松木玖生、川崎フロンターレの橘田健人が本人役で出演したほか、同じく川崎フロンターレ所属の大島僚太の声を本作以来の出演となる中村憲剛が担当した。

## ストーリー
コナンと少年探偵団は現役プロサッカー選手が指導を行うサッカー教室に参加した。そこで小五郎は、大学時代の後輩・榊良輔と再会を果たす。その他にも、少年サッカーチームのスポンサー・本浦圭一郎、日売テレビに勤める山森慎三、芸能カメラマンの香田薫、怪我でJリーガーへの道を絶たれた中岡一雅など様々な人物がそのサッカー教室に集まっていた。
それから2週間後の昼下がり、毛利探偵事務所に爆破予告の電話が届き、その直後に事務所前の路上に停められた車が爆発する。犯人は「これから言う暗号を解いて爆弾を見つけないと、次は大勢の死傷者が出る」と脅す。
その頃、コナンと少年探偵団は東都スタジアムでJリーグの「東京スピリッツVSガンバ大阪」の試合を観戦していた。コナンは蘭からの電話で爆破予告のことを聞くが、送られてきた暗号を解読した結果、爆弾が今いる東都スタジアムに仕掛けられていることを知る。爆弾の解除が間に合わず大規模な爆破が起きてしまうが、コナンが事前に観客を避難させていたため、幸い死者は出なかった。
だが数日後、小五郎宛てに第二の爆破予告が届き、犯人が10ヶ所ものスタジアムに爆弾を仕掛けていることが発覚する。爆発を止めるには、各スタジアムのホーム側のチームのストライカーがゴールのクロスバーの中央にボールを当てる必要があり、10人のストライカーにスタジアムの人々の命運が委ねられることとなった。
コナンは犯人とその狙いに気づき、東都スタジアムで真犯人の中岡一雅と対峙する。中岡の動機は、数か月前に小五郎が関わっていたある一件による少年の死だった。中岡は東都スタジアムは「11番目のスタジアム」であると告げ、10番目のスタジアムである国立競技場にいる小五郎達を抹殺することが狙いだと明かす。東都スタジアムは爆破の影響により崩壊しかけるも、コナンと少年探偵団による決死のフリーキックによりクロスバーへと命中して爆弾は停止。爆破事件は1人も犠牲者を出すことなく終息する。野望を阻止された中岡は、江戸川コナンこそが「11人目のストライカー」だった、と悟るのだった。

## 登場人物

### レギュラーキャラクター
江戸川 コナン（えどがわ コナン）
声 - 高山みなみ
本作の主人公。
本来の姿は「東の高校生探偵」として名を馳せている工藤新一だが、黒ずくめの組織に飲まされた毒薬・APTX4869の副作用で小学生の姿になっている。超高校級のサッカーの実力者。
毛利 蘭（もうり らん）
声 - 山崎和佳奈
本作のヒロイン。
新一の幼馴染かつガールフレンド。新一から想いは伝えられているが、まだ返事はできていない。関東大会で優勝するほどの空手の達人。
毛利 小五郎（もうり こごろう）
声 - 小山力也
「眠りの小五郎」の異名で有名な私立探偵。蘭の父親でコナンの保護者。元警視庁捜査一課強行犯係の刑事。
数ヶ月前にサッカーを観戦した際の出来事が、本作の事件の発端となる。
工藤 新一（くどう しんいち）
声 - 山口勝平
コナンの本来の姿で高校生探偵。
阿笠 博士（あがさ ひろし）
声 - 緒方賢一
コナンの正体を新一と知る数少ない人物の1人で、発明家。
鈴木 園子（すずき そのこ）
声 - 松井菜桜子
蘭の同級生で親友。鈴木財閥の令嬢で、蘭や新一とは幼馴染でもある。
目暮 十三（めぐれ じゅうぞう）
声 - 茶風林
警視庁刑事部捜査一課強行犯捜査三係の警部。
灰原 哀（はいばら あい）
声 - 林原めぐみ
元黒の組織の一員かつAPTX4869の開発者で、コナンの正体を新一と知る数少ない人物の一人。
吉田 歩美（よしだ あゆみ）、小嶋 元太（こじま げんた）、円谷 光彦（つぶらや みつひこ）
声 - 岩居由希子（歩美）、高木渉（元太）、大谷育江（光彦）
本作のキーパーソン。灰原を含め、少年探偵団の面々。
白鳥 任三郎（しらとり にんざぶろう）
声 - 井上和彦
警視庁捜査一課のキャリア組警部。
高木 渉（たかぎ わたる）
声 - 高木渉
警視庁捜査一課の刑事で巡査部長。佐藤刑事と両想いの恋愛関係。
本作で甥っ子の存在が明言され、そこから兄弟姉妹がいることが判明した。
佐藤 美和子（さとう みわこ）
声 - 湯屋敦子
警視庁捜査一課の刑事で警部補。高木刑事と交際中。
千葉刑事（ちばけいじ）
声 - 千葉一伸
警視庁捜査一課の刑事で巡査部長。
榎本 梓（えのもと あずさ）
声 - 榎本充希子
「毛利探偵事務所」の下の階の喫茶店「ポアロ」のウェイトレス。「ポアロ」に来る小五郎に時々事件の依頼を持ちかけている。
沖野 ヨーコ（おきの ヨーコ）
声 - なし
小五郎が大ファンのアイドル歌手にして女優。事件の調査を依頼して以来、小五郎達と親交がある。
劇場版には本作が初登場となるが台詞はない。『時計じかけの摩天楼』では、蘭が提示した雑誌の星占いページにヨーコ筆のコラムが掲載されていた。また、第6作『ベイカー街の亡霊』には、名前のみ登場している。
同じく本作で劇場版に初登場するサッカー選手の比護隆佑は、高校時代の先輩である。
山村 ミサオ（やまむら ミサオ）
声 - 古川登志夫
群馬県警察刑事部捜査一課の警部。コナン達からは「ヘッポコ警部」と呼ばれている。
容疑者の1人である中岡一雅が群馬県で起こしたバイク事故について調査する。
赤木 英雄（あかぎ ひでお）
声 - 辻谷耕史
元太と光彦がファンであるサッカー選手で、プロサッカーチーム・東京スピリッツに所属。ポジションはFW、背番号は11。愛称はヒデ。
米花高校時代から天才と評されたプレイヤーで、現在もナオキと共に東京スピリッツで活躍中。
上村 直樹（うえむら なおき）
声 - なし
歩美がファンであるサッカー選手で、プロサッカーチーム・東京スピリッツに所属。ポジションはFW。愛称はナオキ。
米花高校時代、ライバルで親友のヒデこと赤木英雄と共にサッカー部を全国制覇に導き、「黄金のツートップ」と呼ばれた。プロ転向後、一時はヒデを恨んだこともあったが改心し、現在も東京スピリッツでヒデと共にプレーしている。
劇場版には本作が初登場となるが、台詞はない。
比護 隆佑（ひご りゅうすけ）
声 - 櫻井孝宏
灰原が大ファンのサッカー選手で、プロサッカーチーム・ビッグ大阪に所属。ポジションはFW、背番号は9。灰原によれば、無回転シュートが得意とのこと。

### オリジナルキャラクター
爆弾犯
本作の犯人。
毛利探偵事務所に爆破予告の電話を掛け、いたずらではない証拠に事務所前に停車していた車を爆破し、爆弾の設置場所を示した暗号の解読を迫る。
何らかの理由で小五郎とJリーグに恨みを持っており、東都スタジアムのある場所に無数の爆弾を仕掛け、大勢の東京スピリッツサポーターを危険に晒そうと企んでいる。また、コナンにそれを阻止された後も、Jリーグ全体を巻き込む更なる大規模爆破を画策し、小五郎に暗号を織り交ぜた警告文を送り付ける。

#### 関係者
山森 慎三（やまもり しんぞう）
声 - 千葉繁
日売テレビスポーツ情報局部長。51歳。
上層部からサッカー中継の視聴率アップを厳命され、達成しなければ降格という命令が出されている。サングラスと洒落たスーツを着用し、小五郎に無理やり握手を求める典型的な業界人。「健闘を祈る」という口癖から、犯人の脅迫文との関連性を疑われている。香田のことは「ちゃん」付けで呼び親しげに接するが、腹に一物抱えている模様。
香田 薫（こうだ かおる）
声 - 桐谷美玲
日売新聞スポーツ・芸能部カメラマン。27歳。
かつて所属していた社会部に戻るべくスクープを獲得するチャンスを窺っている。沖野ヨーコに関するスクープを入手するも、山森にメモ帳を拾われてしまう。
その後、真田貴大と同じくテレビアニメにも登場。社会部への復帰が叶った後も、真田貴大に個人的に興味を持った事で、彼への取材を続けている。
中岡 一雅（なかおか かずまさ）
声 - 東地宏樹
バイク店アルバイト。21歳。
柄の悪い見た目と攻撃的な性格から素行の悪さばかり目立つが、数年前まではプロサッカー選手として将来を期待されていた。根は子供好きでサッカーへの未練もまだあるようである。
サッカー高校選手権で活躍して東京スピリッツの内定を受けていたが、バイク事故で足を負傷した後はサッカーを止めている。現在は、実家のある群馬で暴走行為を繰り返す日々を送っており、その姿から、山村警部には「手負いのオオカミ」と評されている。
榊 良輔（さかき りょうすけ）
声 - 中村大樹
スポーツジムのインストラクターで、少年サッカークラブ監督。32歳。
小五郎と同じ米花大学の後輩で、リーグ最終戦で自身のオウンゴールによって優勝を逃した過去を持っており、その事を皆の前で小五郎に指摘され苦笑いを浮かべていた。本浦知史が所属していた少年サッカークラブの監督で、病弱な知史を何とか試合に出してあげようとしていた。
捜査本部では、大きな動機が見当たらない事から早々に犯人候補から外されている。
本浦 圭一郎（もとうら けいいちろう）
声 - 井上倫宏
町工場経営者で、少年サッカーのチームスポンサー会長。43歳。
温厚そうな風貌の中年男性で、3か月前に息子の知史を失っている。
サッカー教室で小五郎に知史の死を伝え、携帯で彼の写真を見せていた。知史の一件が事件に絡んでいる可能性が高いとされ、小五郎や警察から重要参考人として自宅に押しかけられた。自宅にも知史の写真などが残されており、コナンは撮影された映像から、ある重要な証拠に気が付いた。
本浦 知史（もとうら ともふみ）
声 - 雪野五月
本作のキーパーソン。本浦圭一郎の一人息子。
サッカーが大好きだったが、身体が弱く激しい運動は禁じられていた。3か月前、サッカーの試合を観戦中に発作を起こして亡くなった。

#### ビッグ大阪
真田 貴大（さなだ たかひろ）
声 - 吉野裕行
本作のキーパーソン。ビッグ大阪期待の新人フォワード。比護の控えとして、ユースからプロに昇格した。18歳。
関西弁の軽い性格で、ヒデにも挑発的な発言をする自信家だが、技術は超一流。爆弾の解除装置を狙ってサッカーボールを当てる大役を任され、本心では緊張しながらも、プロとして試合に挑んだ。
その後、原作・テレビアニメに登場。原作に登場した劇場版オリジナルキャラクターとしては、白鳥任三郎・栗山緑に続く3人目である。アニメ版では、綾小路文麿 に続く4人目（香田薫が5人目）である。
松崎 幸司（まつざき こうじ）
声 - 稲葉実
ビッグ大阪の監督。
警視庁から爆弾の存在を知らされ、真田にクロスバーの中央に設置された爆弾の解除装置を狙うよう指示した。

#### 東都スタジアム
野本 博昭（のもと ひろあき）
声 - チョー
東都スタジアムで東京スピリッツVSガンバ大阪の試合を実況したアナウンサー。
Jリーグスタッフ
声 - 岩貞和明
東都スタジアムの爆弾事件で観客を誘導していた男性スタッフ。
声を担当した岩貞和明は、株式会社Jリーグメディアプロモーションの社員で、本作は特別出演である。
アナウンス
声 - 前田愛、茂呂田かおる
東都スタジアム・サッカー教室のアナウンス。
カメラマン
声 - 川津泰彦、川中子雅人
東都スタジアムの試合を撮影していたカメラマン。
警備員
声 - 麻生敬太郎、青山穣、川村拓央
東都スタジアムの警備員たち。別の警備員は、爆弾を設置するために侵入した犯人に殴り倒された。

#### その他
警察の運転手
声 - 蓮池龍三
コナンや小五郎らを乗せて本浦圭一郎の自宅まで送った警察官。
多部田 美幸（たべた みゆき）
声 - あらいしずか
毛利探偵事務所前で中継をした「ミヤネ屋」の女性レポーター。

#### 芸能人（本人役）
宮根 誠司（みやね せいじ）
声 - 宮根誠司
『情報ライブ ミヤネ屋』のキャスターとして登場。アシスタントの川田裕美と共に東都スタジアム爆発事件を解説する。
『ミヤネ屋』のスタジオは前々作『天空の難破船』で登場済みだが、本作ではオープニングからの登場で、スタジオもより忠実に再現されている。
足立 梨花（あだち りか）
声 - 足立梨花
観戦に来ていた子供達にガンバ大阪のマスコットについてインタビューをする。このインタビューが暗号解読のヒントになった。

#### サッカー選手（本人役）
三浦 知良（みうら かずよし）
声 - 三浦知良
キング・カズとして有名な日本サッカー界のスーパースター。
朝のジョギング中にコナンと出会い、自主練習の相手役を頼んだ。帰り際、練習のお礼に白のリストバンドをプレゼントした。リストバンドを渡したのはコナンが二人目で、10数年前に赤いリストバンドをある少年に渡して以来であった。
遠藤 保仁（えんどう やすひと）
声 - 遠藤保仁
サッカー教室で少年探偵団のコーチをした選手。
プロを驚かせるプレイを披露したコナンに注目して、フリーキックのコツを伝授する。後にこの技術が、爆弾の解除装置を狙ってサッカーボールを蹴る局面で役に立った。
なお、本作の博士によるダジャレクイズは遠藤が解答しており、ゲストキャラクターによる解答は第12作『戦慄の楽譜』の秋庭怜子（あきば れいこ）以来2人目となった。
楢﨑 正剛（ならざき せいごう）
声 - 楢﨑正剛
サッカー教室で少年探偵団のコーチをした選手。
遠藤がフリーキックの蹴り方をコナン達の前で披露した際にはゴールキーパーを担当している。
中村 憲剛（なかむら けんご）
声 - 中村憲剛
サッカー教室で少年探偵団のコーチをした選手。
遠藤のフリーキックに協力するため、ゴールポストの前に他の選手と並んでディフェンスを担当した。
今野 泰幸（こんの やすゆき）
声 - 今野泰幸
サッカー教室で少年探偵団のコーチをした選手。
遠藤のフリーキックに協力するため、ゴールポストの前に他の選手と並んでディフェンスを担当した。

## スタッフ
- 原作 - 青山剛昌
- 総監督・絵コンテ・演出 - 山本泰一郎
- 監督・絵コンテ・演出 - 静野孔文
- 脚本 - 古内一成
- 製作 - 都築伸一郎、齋藤敬、宮崎洋、紀伊高明、新坂純一、吉田力雄
- 絵コンテ - 矢野雄一郎
- 絵コンテ協力 - 寺岡巌、宮沢努、亀垣一
- 演出 - 矢野雄一郎、富沢信雄、小山田桂子
- キャラクターデザイン・総作画監督 - 須藤昌朋
- Jリーグ選手デザイン - 野武洋行
- デザインワークス - 本橋秀之
- 総作画監督補 - 牟田清司
- 作画監督 - 堀内博之、清水義治、野武洋行、かわむらあきお、末永宏一、野口寛明、高田洋一
- 色彩設計 - 加藤里恵
- 美術監督 - 渋谷幸弘
- 美術監督補 - 福島孝喜
- 撮影監督、メインタイトルCGアニメーション - 西山仁
- 3D CGI ディレクター - 後藤優一
- デジタル光学録音 - 西尾昇
- 編集 - 岡田輝満
- 音響監督 - 浦上靖夫、浦上慶子
- 音響効果 - 横山正和、横山亜紀
- 音楽 - 大野克夫
- ストーリーエディター - 飯岡順一
- アニメーション制作 - TMS/V1 Studio
- アシスタントプロデューサー - 北田修一
- プロデューサー - 諏訪道彦、浅井認、石山桂一
- 製作 - 「名探偵コナン」製作委員会（小学館、讀賣テレビ放送、日本テレビ放送網、小学館集英社プロダクション、東宝、トムス・エンタテインメント）
- 協力 - Jリーグ全40クラブ、Jリーグ登録選手、埼玉スタジアム2002、国立競技場、マリノスタウン、豊田スタジアム
- 特別協力 - アディダス ジャパン、株式会社モルテン、ゲオ、セブン-イレブン
- 取材協力 - 株式会社Jリーグメディアプロモーション、鹿島アントラーズ、浦和レッズ、大宮アルディージャ、柏レイソル、横浜F・マリノス、アルビレックス新潟、名古屋グランパス、ガンバ大阪、ヴィッセル神戸、国立競技場、茨城県立カシマサッカースタジアム、埼玉スタジアム2002、豊田スタジアム、神戸ウィングスタジアム、印西市役所（滝野公園）
- 配給 - 東宝

## 興行成績
全国351スクリーンで公開され、2012年4月14日と翌15日で初日2日間の観客動員数54万975人、興収6億2,974万550円となった。これは最終興行収入31億5,000万円の前作『沈黙の15分』との初動興行収入の対比で106.1%に及び、興行通信社の調査による映画観客動員ランキングでは初登場第1位となった。

## テレビ放送
| 回数 | 番組名（放送枠名） | 放送形態 | 放送日        | 放送時間（JST） | 放送分数 | 平均世帯視聴率 | 備考                               |
| ---- | ------------------ | -------- | ------------- | --------------- | -------- | -------------- | ---------------------------------- |
| 1    | 金曜ロードSHOW!    |          | 2013年4月19日 | 21:00-22:54     | 114分    | 11.4%          | 『絶海の探偵』公開記念として放送。 |

## 音楽

### 主題歌
いきものがかり「ハルウタ」
作詞・作曲 - 山下穂尊 / 編曲 - 江口亮 / 弦編曲 - 江口亮、村山達哉
本作品以降、コナンの新作映画主題歌はほとんどが『ミュージックステーション』で披露されるようになった。
ビーイング以外の事務所に所属しているアーティストが映画の主題歌を担当するのは、第1作『時計じかけの摩天楼』の杏子（オフィスオーガスタ）以来15年ぶりとなった。本作の公開時点では、TVシリーズの楽曲をビーイング所属歌手が担当していたが、劇場版シリーズでは本作から第19作までビーイング以外の歌手が起用された。
なお、本編ラストシーンに挿入されている冒頭部分の歌詞テロップは表示されていない。

### 挿入歌
「光をつかもう」
作詞・作曲・編曲 - 大野克夫 / 歌 - 玲里
第10作『探偵たちの鎮魂歌』で「キミがいれば」と「想い出たち」が使用されて以来、6年ぶりに挿入歌が起用された。

### サウンドトラック

#### 収録曲
1. イン トゥ ピッチ
2. シャドーA
3. 名探偵コナン メイン・テーマ(11人目のストライカーヴァージョン)
4. サッカーゲーム
5. クッションコントロール
6. ナイス リフティング
7. イエローカード
8. クールボーイ
9. ブリッジA
10. サイドライン
11. CCQ
12. デュワップ
13. オーバーウェッジ
14. シャドーB
15. アウェイプレイ
16. インターセプト
17. ペナルティ モード
18. インピード
19. フラッグアップ
20. カウンターボード
21. シャドーC
22. モブスクリーン
23. ボムトラップ
24. サイドチェンジ
25. アウェイブルー
26. キーパーチャージ
27. ブリッジC
28. ワイドショー
29. クローズドスキル
30. シャドーD
31. ミドルクロス
32. インフロントキック
33. オンザフィールド
34. インサイドキック
35. パープルプレイ
36. 光をつかもう〜挿入歌〜
37. 光をつかもう スローバージョン
38. ブリッジD
39. プレイホイッスル
40. アンダーグラウンド
41. ブリッジE
42. アイコンタクト
43. ダークエリア
44. フォアチェック
45. インスピレーション
46. オブストラクション
47. ネオストラクション
48. シャドーE
49. エヌ クリアランス
50. アウトサイドキック
51. プレイヤー
52. レッドリストバンド
53. ゲームアイエヌジー
54. フリージング
55. ホールディング
56. ボールストーリー
57. リスタート
58. ホイッスル
59. トライ&トライ
60. トライ&トライS
61. ハリーアップ
62. ベースピッチ
63. ミーツ メモリー
64. スローイン
65. ブリッジF
66. オフサイドマインド
67. ブリッジG
68. ラストゲーム
69. ウェッジコントロール
70. ロールオーバー
71. ダメージ
72. チームワーク
73. ストロングスピリッツ
74. ファイナルトライ
75. コンセントレーション
76. タイムアップ
77. カラージャッジ

## 映像ソフト
- DVD - 2012年11月21日発売（初回生産限定盤・同日発売）[27]
- BD - 2012年11月21日発売（初回生産限定盤・同日発売）[28]

## ファンタジスタの花
『名探偵コナン BONUS FILE ファンタジスタの花』は、『11人目のストライカー』の前日譚にあたる2012年のOVA作品。OVA通算第16作で、工藤新一の過去を描いたOVA作品としては第2作目となる。なお、翌年以降は劇場版のプレストーリーがテレビアニメで放送されるようになったため、映画の関連エピソードがOVAで製作されるのは本作が最後となった。

### 登場人物（OVA）
- 工藤新一 - 山口勝平
- 江戸川コナン - 高山みなみ
- 毛利蘭 - 山崎和佳奈
- 鈴木園子 - 松井菜桜子
- 沢村菜穂美 - 井口裕香
- 比護隆佑 - 櫻井孝宏
- 山市 - 志賀克也
- 浜 - 岡本信彦
- 外岡 - 花輪英司
- 押原 - 私市淳
- 水島 - 保村真
- 菊地 - 下和田ヒロキ
- 庄司 - 内匠靖明

### エンディングテーマ
- 「悲しいほど 今日の夕陽 きれいだね」 - grram

## 受賞
- ヨコハマ・フットボール映画祭 2013年 特別賞